# Schrannenhalle (Erding)

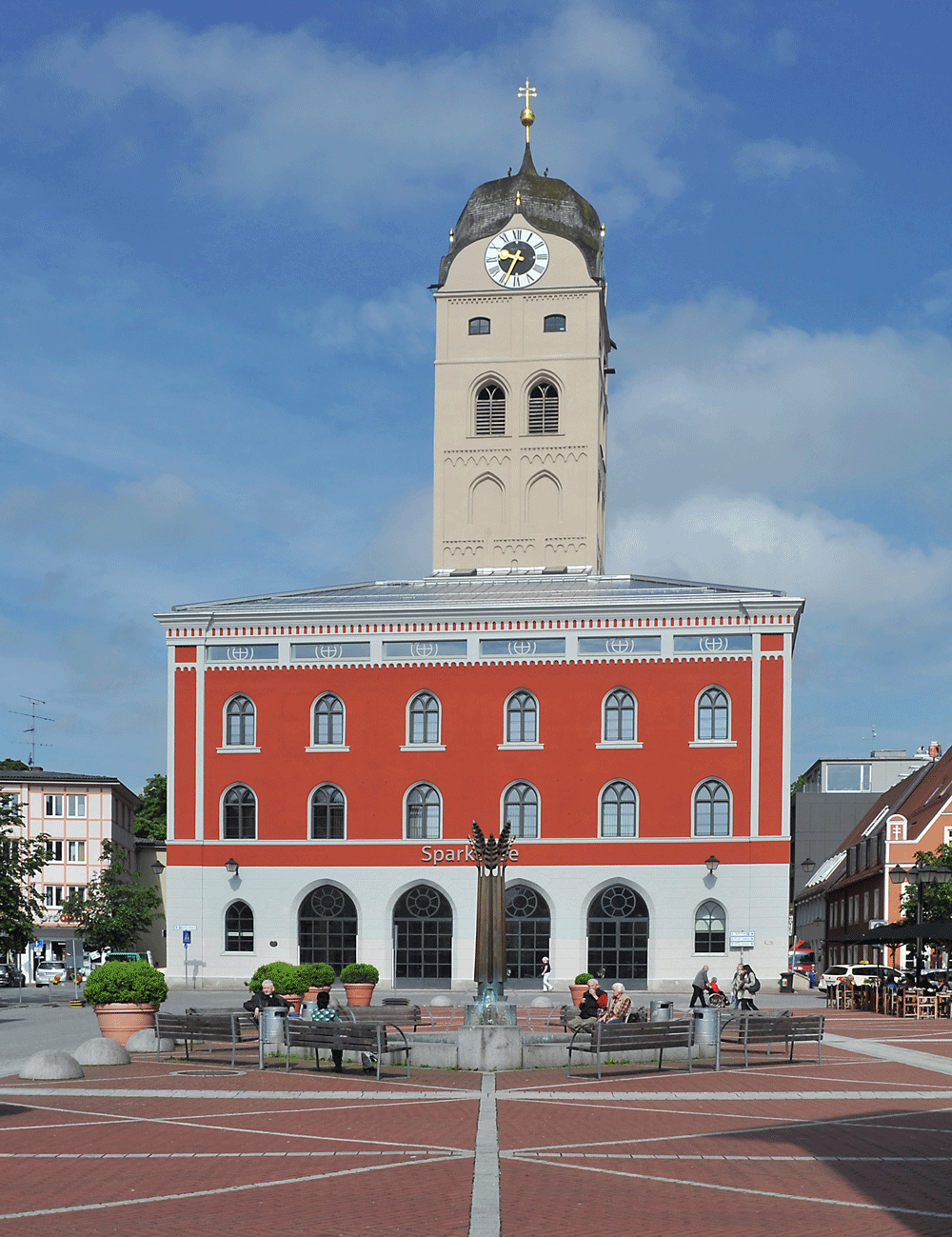
Schrannenhalle Erding 2017, von Osten

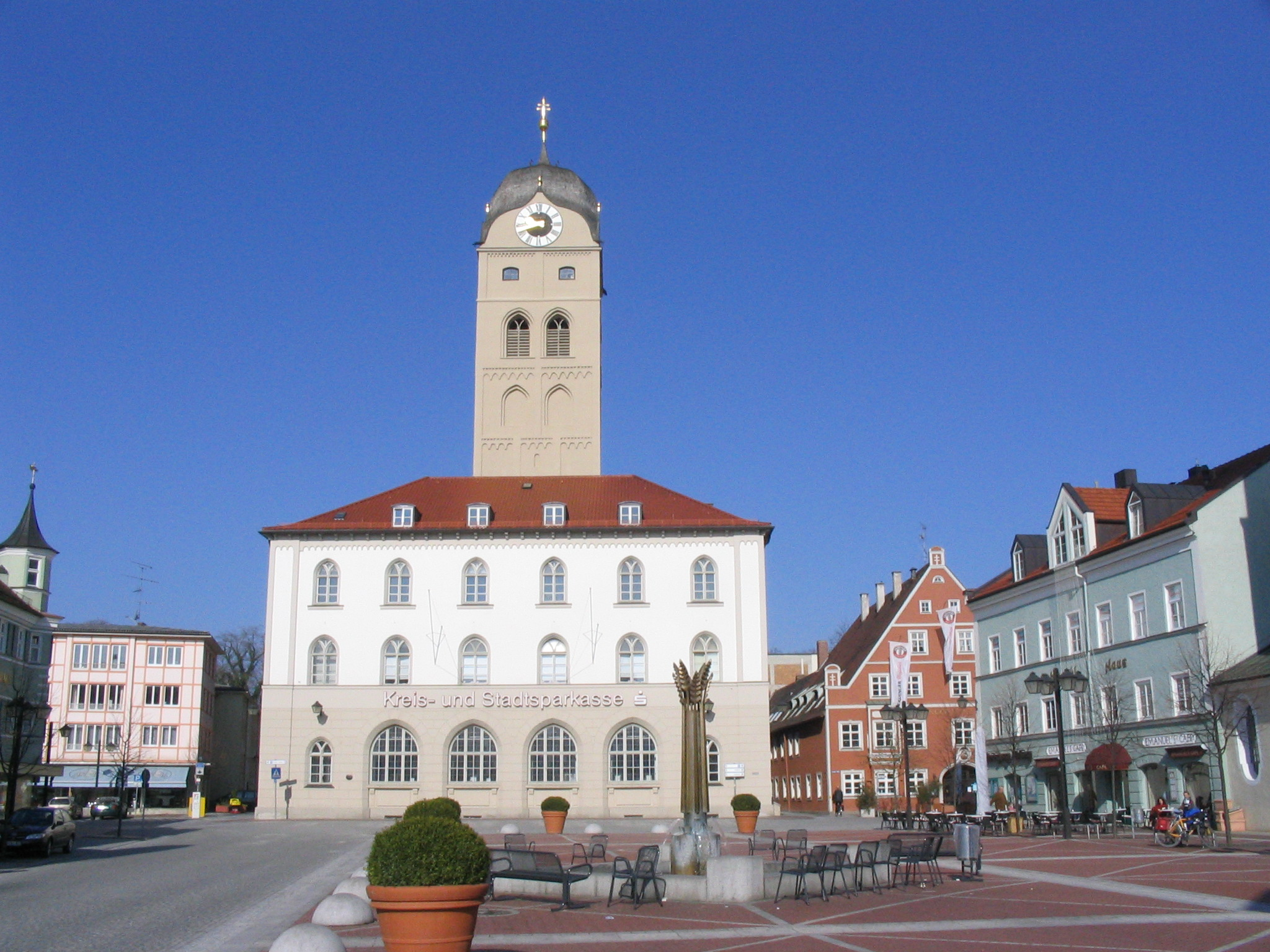
Schrannenhalle Erding 2007 (vor der Renovierung, mit weißer Fassade)

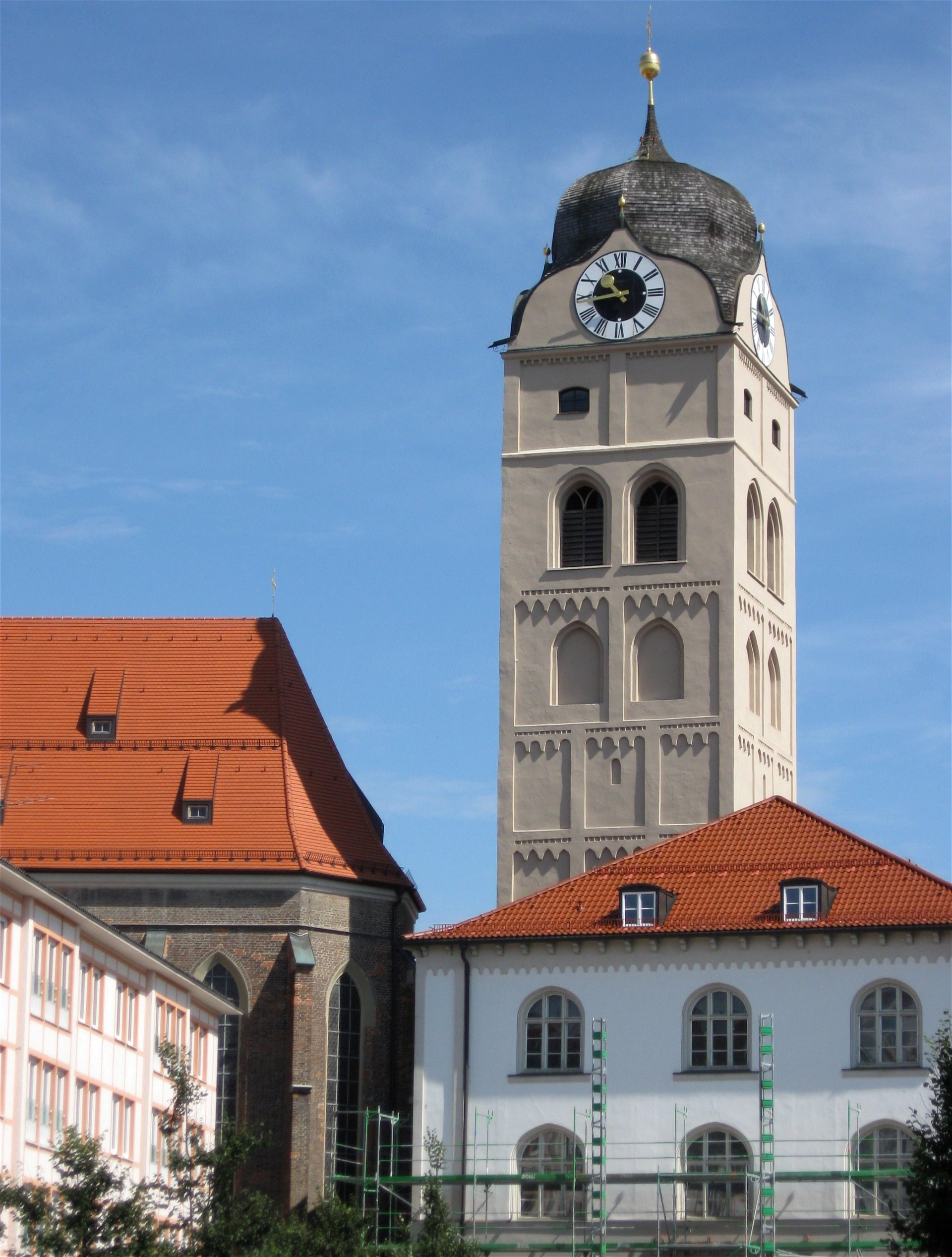
Schrannenhalle (rechts) 2011 von Süden

Die Schrannenhalle ist ein 1866 im neugotischen Stil erbautes Gebäude in Erding. Eine Schranne war ein Getreidemarkt.
Das Gebäude wird heute als Geschäftsstelle der Kreis- und Stadtsparkasse Erding-Dorfen genutzt. Es ist in die Denkmalliste eingetragen.

## Lage und Beschreibung
Das große Haus markiert das Zentrum der Erdinger Innenstadt und liegt in der Blickachse von allen drei zentralen Straßenräumen: vom Osten dem Schrannenplatz, von Norden der Langen Zeile und vom Süden der Haager Straße.
Das Gebäude ist ein dreigeschossiger Walmdachbau, im Erdgeschoss mit hohem Arkadengeschoss (heute geschlossen). Der Glockenturm (um 1370) der benachbarten Kirche Pfarrkirche St. Johannes ist in die Schrannenhalle eingebaut.

## Vorgeschichte
1562 war das spätgotische Rathaus an gleicher Stelle erbaut.
Das Erdgeschoss diente schon damals als Schrannenhalle, in denen Getreidesäcke gelagert wurden. Auf dem Platz davor fand jeden Donnerstag ein Getreidemarkt statt. Erding war lange Zeit nach München der in Bayern größte Getreidemarkt.
1825 wurde die Sparkasse Erding als zweite Sparkasse in Bayern gegründet und fand im Rathaus Platz. 1865, vor dem Bau der neuen Schrannenhalle, zogen das Erdinger Rathaus und die Stadtsparkasse gemeinsam in den Grafenstock, wo sich die Stadtverwaltung noch heute befindet.

## Geschichte
1866 wurde die neue Schrannenhalle gebaut. Der mit der Kirche St. Johann (Erding) nicht verbundene Glockenturm aus dem 14. Jahrhundert wurde wie beim Vorgängerbau in die Halle eingebaut. Das Gebäude diente als Getreidebörse und Umschlagsplatz. Schon 1872 nahm die Bedeutung der Schranne aufgrund der Bahnverbindung nach München ab.
1911 wurde der Getreidemarkt wegen mangelnden Bedarfs eingestellt. Das offene Erdgeschoss wurde geschlossen. In den darauffolgenden Jahrzehnten hatte das Gebäude verschiedene Nutzer; für längere Zeit war dort die Landwirtschaftliche Winterschule untergebracht, mit Laboratorien, Seminarräumen und einem Schlafsaal unter dem Dach. Danach war das Rote Kreuz dort untergebracht.
1953 erwarb die Stadtsparkasse Erding die Schrannenhalle und richtete dort ihre Hauptgeschäftsstelle ein. 2012 wurde die Schrannenhalle grundlegend renoviert. Die Obergeschosse erhielten statt der zuvor grau-weißen eine oxidrote Farbgebung, die am Original von 1866 orientiert ist.